# Vĩnh Khang, Kim Hoa
Vĩnh Khang (chữ Hán phồn thể: 永康市, chữ Hán giản thể: 永康市, âm Hán Việt: Vĩnh Khang thị) là một thành phố cấp huyện thuộc địa cấp thị Kim Hoa, tỉnh Chiết Giang, Cộng hòa Nhân dân Trung Hoa. Năm 1992, thành phố này được lập trên cơ sở huyện Vĩnh Khang, một huyện được lập vào thời Đông Ngô Tam Quốc. Thành phố Vĩnh Khang có diện tích 1.049 km², dân số 530.000 người (năm 2002). Mã số bưu chính của thành phố xã này là 321300, mã vùng điện thoại 0579. Thành phố Vĩnh Khang được chia ra các đơn vị hành chính trực thuộc gồm 4 nhai đạo, 10 trấn. Các đơn vị này lại được chia thành 27 xã khu, 34 khu dân cư và 717 thôn hành chính.
- Nhai đạo biện sự xứ: Đông Thành, Tây Thành, Giang Nam, Chi Anh.
- Trấn: Thạch Trụ, Tiền Thương, Đan Sơn, Cổ Sơn, Phương Nham, Long Sơn, Tây Khê, Tượng Châu, Đường Tiên, Hoa Nhai.